# Дуглас, Уильям, 1-й маркиз Дуглас
Уильям Дуглас (1589 — 19 февраля 1660) — крупный шотландский аристократ, 11-й граф Ангус (1611—1660), 1-й маркиз Дуглас (1633—1660).

## Биография
Старший сын Уильяма Дугласа (1552—1611), 10-го графа Ангуса (1591—1611), и Элизабет Олифант, старшей дочери Лоуренса Олифанта, 4-го лорда Олифанта.
Незадолго до рождения Уильяма его дед унаследовал титул графа Ангуса после смерти своего дальнего родственника Арчибальда Дугласа. В 1591 году его отец Уильям Дуглас получил титул 10-го графа Ангуса, а сам Уильям стал именоваться «Мастер Ангус» или «Лорд Ангус».
Уильям Дуглас, 10-й граф Ангус, сыграл заметную роль в истории Шотландии. Первоначально он исповедовал католицизм и выступал против пресвитерианства. Отец занимал одно из первых мест в королевском совете и шотландском парламенте, командовал авангардом королевской армии и соперничал с Людовиком Стюартом, 2-м герцогом Ленноксом, ближайшим родственником королевской династии Стюартов. В 1593—1595 годах Уильям Ангус, 10-й граф Ангус, участвовал в мятеже северных графов против королевской власти. В 1608 году опальный граф Ангус покинул Шотландию и отправился в изгнание в Париж, где скончался в 1611 году.
Его сын Уильям Дуглас, мастер Ангус, был отделен от своего отца во время его арестов, а в 1596 году он даже занял отцовское место. В 1597 году Уильям Дуглас, 10-й граф Ангус, официально принял пресвитерианство, получив назад все свои титулы и владения. В этом же году его наследник был отправлен на жительство к своему кузену и крестному отцу Уильяму Дугласу, 6-му графу Мортону, но вскоре он вернулся домой после перелома ноги в результате несчастного случая.
В марте 1611 года после смерти своего отца в изгнании в Париже Уильям Дуглас стал 11-м графом Ангусом.
В 1616 году с согласия короля Якова VI Стюарта Уильям Дуглас отправился в путешествие по Европе и вернулся в Шотландию в 1620 году. В 1623 году граф Ангус получил от короля на 11-летний отпуск в Европе, он оставил свои имения под опекой младшего брата Джеймса Дугласа, лорда Мортингтона, и Уильяма Дугласа, 7-го графа Мортона.
После смерти короля Якова I Стюарта в 1625 году Уильям Дуглас, граф Ангус, вернулся на родину. Новый король Англии и Шотландии Карл I Стюарт не стал реагировать на обвинения в папизме, выдвинутые против графа Ангуса, и в 1631 году восстановил его во всех привилегиях его покойного отца.
В 1633 году во время поездки короля Карла I Стюарта в Шотландию и его коронации Уильям Дуглас упоминается как маркиз Дуглас, граф Ангус, лорд Абернети и Джедборо из Далкита. Он нес королевскую корону во время коронации Карла I.
До 1638 года граф Ангус проводил большую часть времени в своём замке Дуглас, практически не вмешиваясь в государственные дела. В 1644 году Уильям Дуглас, маркиз Ангус, присоединился к Ковенантском движению в Шотландии, но в 1645 году перешёл на сторону роялистов под руководством Джеймса Грэма, 1-го маркиза Монтроза, после битвы при Килсайте. Монтроз назначил его своим лейтенантом в Клайсдейле. После поражения роялистов в битве при Филиппхоу в 1645 году маркиз Ангус бежал, но был взят в плен в апреле 1646 года и заключен в Эдинбургском замке.
В 1647 году после выплаты большого штрафа Уильям Дуглас, маркиз Ангус, был освобожден из тюремного заключения. В 1651 году король Карл II Стюарт предложил Уильяму Дугласу командование полком в его армии во время вторжения в Англию, но последний отказался. В 1654 году Уильям Дуглас вынужден был выплатить английским властям огромный штраф в размере 1000 фунтов стерлингов за себя, и ещё 1000 фунтов стерлингов за каждого из его двух сыновей, Арчибальда, лорда Дугласа, и Уильяма, графа Селкирка.
В феврале 1660 года Уильям Дуглас, 1-й маркиз Дуглас, скончался в своём родовом замке Дуглас в Южном Ланаркшине. Ему наследовал внук Джеймс Дуглас (1646—1700), 2-й маркиз Дуглас (1660—1700), старший сын Арчибальда Дугласа (1609—1655), 1-го графа Ормонда, и от первого брака с Анной Стюарт (1614—1646), дочери Эсме Стюарта, герцога Леннокса.

## Семья и дети
Был дважды женат. В 1601 году первым браком женился на Маргарет Гамильтон (1585—1623), дочери Клода Гамильтона (1546—1621), 1-го лорда Пейсли, и Маргарет Сетон (1551—1615). Дети:
- Арчибальд Дуглас (1609—1655), 1-й граф Ормонд (1651—1655), отец Джеймса Дугласа, 2-го маркиза Дугласа
- лорд Уильям Дуглас (? — 1633)
- лорд Джеймс Дуглас (1617—1645)

В 1632 году вторично женился на Мэри Гордон (1600—1674), дочери Джорджа Гордона (1562—1636), 1-го маркиза Хантли. Дети:
- Уильям Дуглас (1634—1694), 1-й граф Селкирк (1646—1690), герцог Гамильтон (1660—1694)
- Джордж Дуглас (1635—1692), 1-й граф Дамбартон (1675—1692)
- лорд Джеймс Дуглас
- леди Маргарет Дуглас, муж — лорд Уильям Александер, старший сын Уильяма Александера, 1-й графа Стерлинга
- леди Жан Дуглас, муж — Джон Гамильтон, 1-й лорд Баргани
- леди Гризель Дуглас, муж — сэр Уильям Кармайкл из того же рода
- леди Анна Дуглас, умерла незамужней
- леди Генриетта Дуглас (1633—1673), муж — Джеймс Джонстон, 1-й граф Аннандейл
- леди Кэтрин Дуглас (род. 1633), муж — сэр Уильям Рутвен из Дангласа
- леди Изабель Дуглас (род. 1642), муж — Уильям Дуглас (1637—1695), 1-й герцог Куинсберри
- леди Джейн Дуглас (род. 1643), муж — Джеймс Драммонд (1648—1716), 4-й граф Перт
- леди Люси Дуглас (ум. 1713), муж — Роберт Максвелл (1628—1683), 4-й граф Нитсдейл
- леди Мэри Дуглас, умерла незамужней.